# Pavetta gurueensis
Pavetta gurueensis är en måreväxtart som beskrevs av Diane Mary Bridson. Pavetta gurueensis ingår i släktet Pavetta och familjen måreväxter.
Artens utbredningsområde är Moçambique. Inga underarter finns listade i Catalogue of Life.